# یان جیمز لی
یان جیمز لی (انگلیسی: Ian James Lee؛ زادهٔ ۱۹۸۴) روزنامه‌نگار اهل ایالات متحده آمریکا است.
وی همچنین برندهٔ جوایزی همچون برنامه فولبرایت شده‌است.